# Calyptranthes yaquensis
Calyptranthes yaquensis är en myrtenväxtart som beskrevs av Ignatz Urban och Erik Leonard Ekman. Calyptranthes yaquensis ingår i släktet Calyptranthes och familjen myrtenväxter. Inga underarter finns listade i Catalogue of Life.